# Arion obesoductus
Arion obesoductus е вид коремоного от семейство Arionidae.

## Разпространение
Видът е разпространен в Австрия.